# Чоканеле
Чоканеле (рум. Ciocanele) — село у повіті Долж в Румунії. Входить до складу комуни Бралоштіца.
Село розташоване на відстані 210 км на захід від Бухареста, 35 км на північний захід від Крайови.

## Населення
За даними перепису населення 2002 року у селі проживали 332 особи, усі — румуни. Усі жителі села рідною мовою назвали румунську.